# Тодуа, Мзия
Мзия Тодуа  (груз. მზია თოდუა ) (род. 24 января 1956) ― советский и грузинский юрист и судья, исполняющий обязанности председателя Верховного суда Грузии 2018―2020).

## Биография
Мзия Тодуа родилась 24 января 1956 года в селе Ахалсопели, ныне входящем в Зугдидский муниципалитет края Самегрело-Земо Сванети.
В 1978 году окончил юридический факультет Тбилисского государственного университета.

## Карьера
В период с 1978 по 1979 год была юридическим консультантом шелковой текстильной фабрики «Хони», а с 1979 по 1985 год была главой ЗАГСа города Хони, затем была назначена судьей городского суда, через некоторое время стала главой этого суда (с 1991 по 1998 год).
В 1998 году Мзия Тодуа работала в Тбилисском апелляционном суде, занимая должность судьи до 1999 года. В период с 2003 по 2005 год она также была президентом Конференции судей Грузии.
С 2008 года является доцентом Грузино-Американского университета, а с 2011 года ― преподавала доцентом в Кавказского университета.
В 2015 году была назначена мировым судьей, заместителем председателя Верховного суда Грузии и председателем Судебной палаты по гражданским делам.
Со 2 августа 2018 года Мзия Тодуа, как заместитель председателя, временно исполняла обязанности председателя Верховного суда Грузии, после того, как Нино Гвенетадзе, председатель Высокого суда, подала в отставку. Тодуа работала на этом посту до 17 марта 2020 года, пока парламент Грузии не утвердил нового председателя Верховного суда.